# Shō

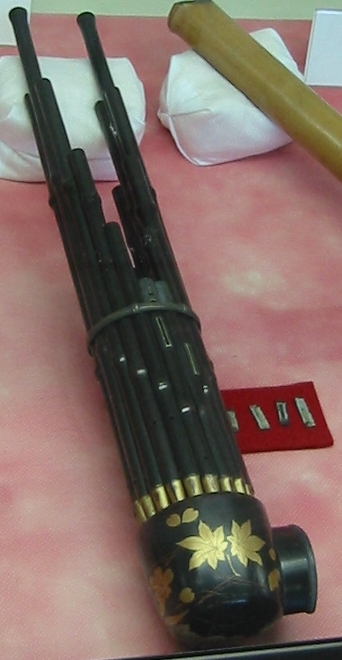
Shō

Shō (笙?) este un instrument de suflat japonez care a fost introdus în Japonia din China în era Nara. 

## Istoria
Instrumentul este din bambus, are 17 tuburi de bambus de lungimi diferite, cu găuri, fiecare tub fiind fixat la bază într-un fel de rezervor de lemn lăcuit în care se suflă. Două tuburi nu sunt folosite actualmente (sunt mute), dar se pare că în perioada Heian au fost folosite. Legendele chinezești spun că sunetul instrumentului sheng ar imita cântatul păsării Phoenix, și de aceea se pare că cele două tuburi nefolosite mai sunt încă lăsate să fie acolo, din motive estetice, formând două aripi deschise simetric.

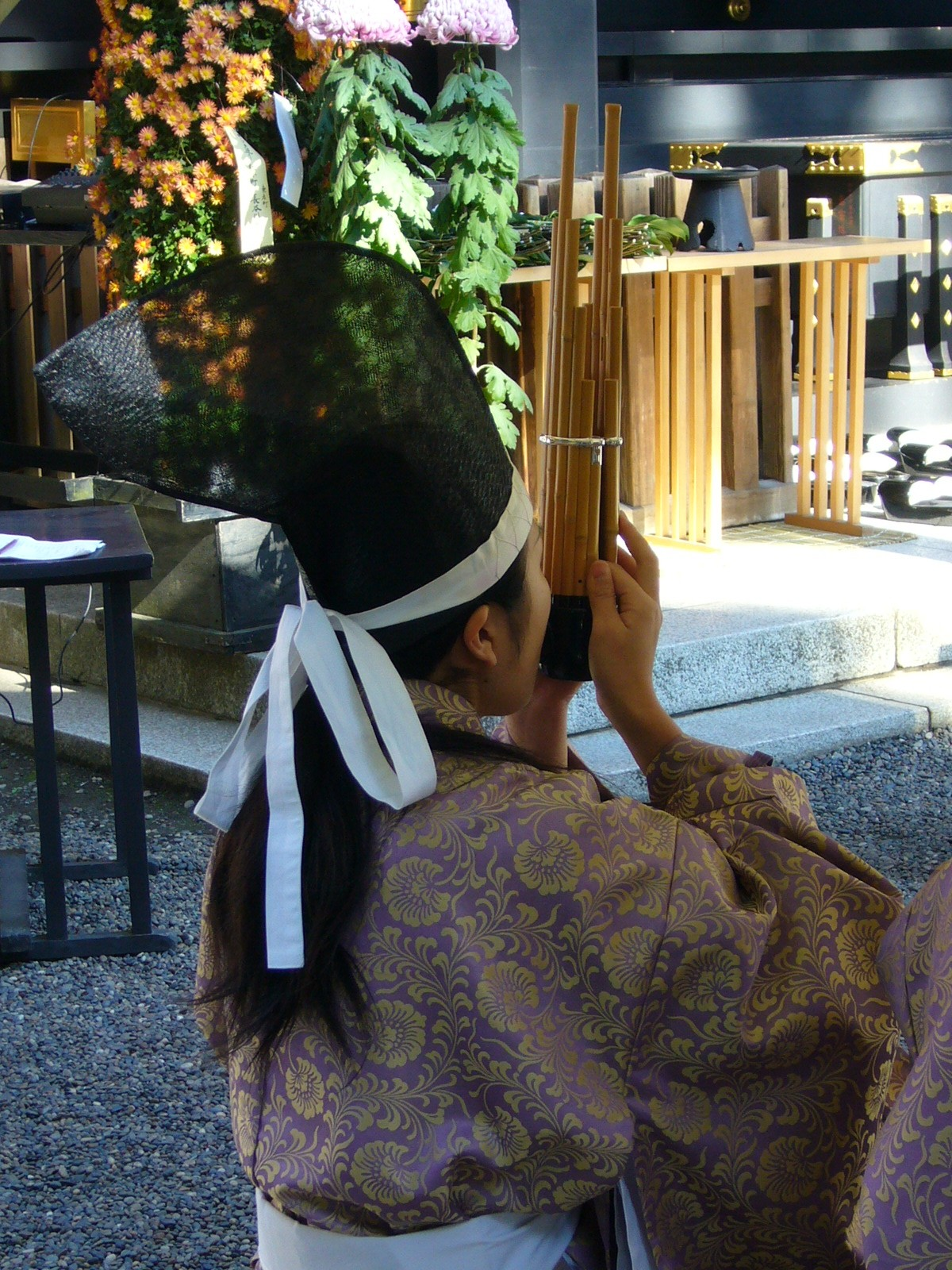
Cum se cântă la shō

Instrumentul este folosit mai ales în muzica de la Curtea imperială, gagaku. Predecesorul instrumentului este instrumentul chinezesc sheng (scris uneori cheng), dar acela este ceva mai mare. 

## Cântatul
Pentru a menține un sunet continuu, se folosește atât aer exalat cât și inhalat în/din rezervorul de la baza instrumentului. Acoperind găurile, lamele metalice suprapuse din interior încep să vibreze. Aceste lame sunt oarecum asemănătoare cu lamele muzicuței. Acordarea tuburilor individuale se face cu un strop de ceară pe lama vibratoare și tăieturi variabile pe partea din dos a tubului. Tuburile sunt aproape simetrice, nu sunt puse în ordine cromatică, pentru a nu strica balansul estetic al instrumentului. O problemă importantă este evitarea umidității pe lame, de la suflat. Lamele umede nu dau un sunet curat. De aceea, în pauze, instrumentul este încălzit peste un vas cu jăratic.

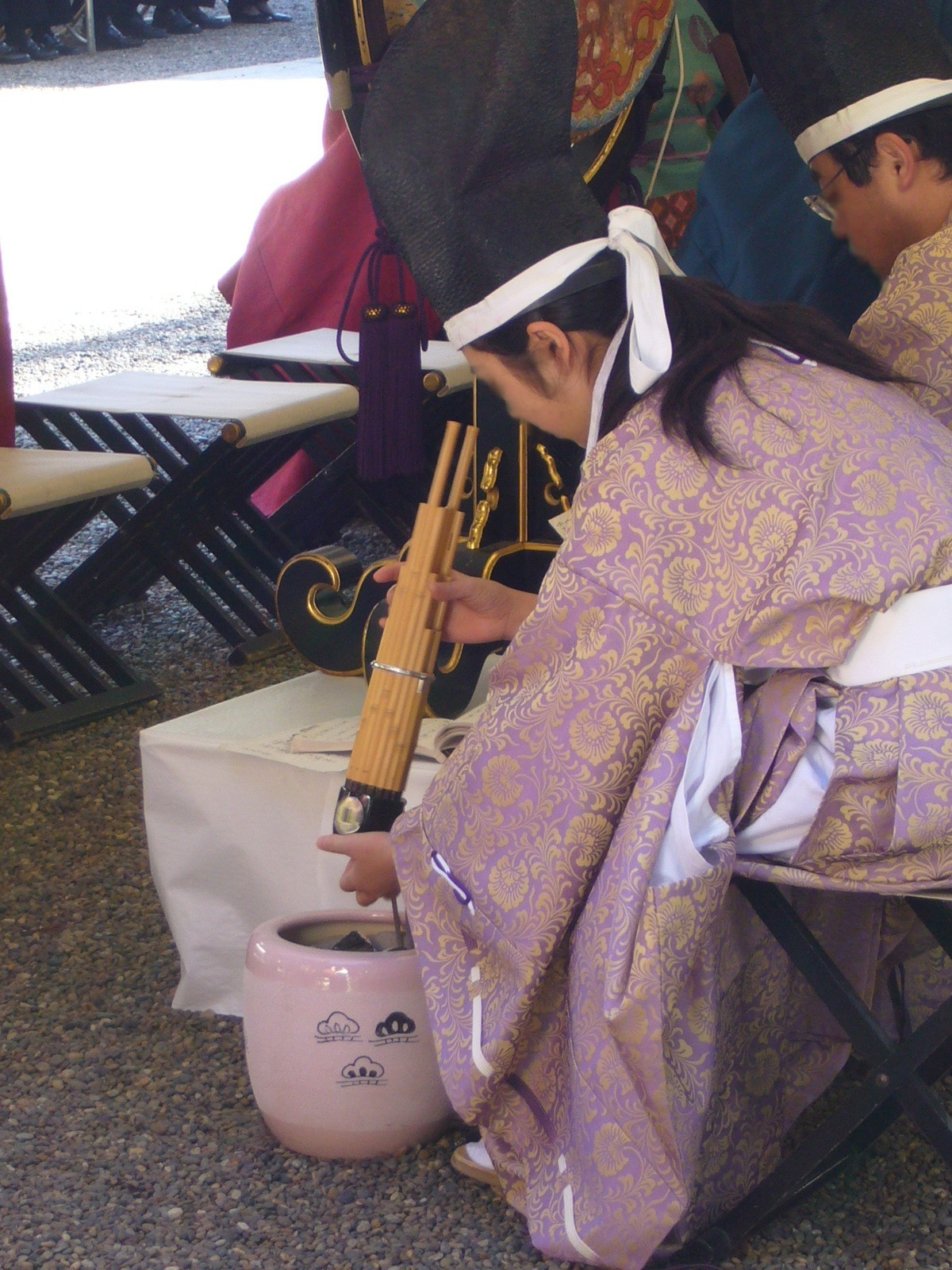
Încălzirea instrumentului peste un vas cu jăratic

În unele forme de muzică vocală și în forma komagaku shō cântă melodia. Funcțiunea de bază a instrumentului este totuși de natură armonică. Se pot obține 11 aglomerări de sunet (aitake în japoneză, "cluster" în engleză). Tonul cel mai de jos este tonul melodiei. Aceste "acorduri" încep încet, devin tot mai tari și ating apogeul cu puțin înainte ca la mijlocul măsurii trecerea la următorul acord să aibă loc. Spre deosebire de acordurile din melodiile occidentale, aceste aglomerări de sunet nu au ca rol să determine timbrul melodiei sau să ducă la o tensiune care să trebuiască să fie deznodată ulterior. Conform lui William P. Malm, "acordurlie" din muzica gagaku sunt folosite ca să "înghețe" melodia, pentru a o distanța de ascultător.

## Utilizarea în muzica contemporană
Mayumi Miyata a fost prima care a folosit acest instrument în muzica contemporană. Miyata folosește instrumente construite special, unde cele două tuburi mute ale instrumentului tradițional sunt înlocuite cu tuburi care scot sunete care nu există la instrumentul tradițional.
Alți interpreți contemporani sunt Hideki Tōgi, Hideaki Bunno, Tamami Tono, Hiromi Yoshida , Kō Ishikawa (toți din Japonia), Randy Raine-Reusch și Sarah Peebles (ambii din Canada). 
Printre compozitorii japonezi moderni care au folosit acest instrument în lucrările lor pot fi numiți Toshi Ichiyanagi, Tōru Takemitsu, Jo Kondo, Maki Ishii, Joji Yuasa, Toshio Hosokawa și Minoru Miki.
Compozitorul John Cage a scris o serie de compoziții înainte de a muri pentru Miyata, pe care o cunoscuse cu ocazia unui curs de vară la Darmstadt, Germania.
În Germania acest instrument a fost folosit printre altele în opera "Das Mädchen mit den Schwefelhölzern" (Fetița cu chibritele) a lui Helmut Lachermann. 
În muzica populară instrumentul a fost folosit de către Stephan Micus, Björk etc.

## Ordinea tuburilor
Sunetele produse nu au legătură directă cu lungimea tuburilor. Ordinea descrisă mai jos este de la dreapta "muștiucului" în sensul acelor de ceasornic. Ya și mō sunt cele două tuburi mute (fără lame vibratoare).
| Numele         | 千  | 十 | 下  | 乙   | 工  | 美  | 一   | 八    | 也   | 言  | 七     | 彳  | 上 | 凢 | 乞    | 毛    | 比 |
| Cum se citește | sen | jū | ge  | otsu | ku  | bi  | ichi | hachi | ya   | gon | shichi | gyō | jū | bō | kotsu | mō    | hi |
| Sunetul        | F#6 | G5 | F#5 | E5   | C#5 | G#5 | B4   | E6    | (G6) | C#6 | B5     | A5  | D6 | D5 | A4    | (D#5) | C6 |